# (2596) Vainu Bappu
(2596) Vainu Bappu (1979 KN) ist ein ungefähr elf Kilometer großer Asteroid des äußeren Hauptgürtels, der am 19. Mai 1979 vom dänischen Astronomen Richard Martin West am La-Silla-Observatorium auf dem La Silla in La Higuera in Chile (IAU-Code 809) entdeckt wurde.

## Benennung
(2596) Vainu Bappu wurde nach dem indischen Astronomen M. K. Vainu Bappu (1927–1982) benannt, der ein Freund des Entdeckers Richard Martin West war. Während seiner Ausbildung an der Harvard University und der California Institute of Technology gründete er in den 1950er-Jahren das erste moderne Observatorium Indiens in Nainital (Nainital). 1960 wurde zum Direktor des Kodaikanal-Observatoriums ernannt, gründete und leitete anschließend ein Institut für Astrophysik in Bengaluru. Er war von 1967 bis 1973 Vizepräsident und von 1979 bis 1982 Präsident der Internationalen Astronomischen Union und Vorsitzender des Editorial Board des Indian Journal of Astronomy and Astrophysics.